# Ottorino Respighi
Pour les articles homonymes, voir Respighi.
Œuvres principales
- Pini di Roma
- Fontaines de Rome
- Fêtes romaines
- Les Oiseaux
- Concerto in modo misolidio
- Trittico botticelliano
- Airs et danses anciens
- La Boutique fantasque
- Il tramonto
- Concerto Gregoriano

Ottorino Respighi, né à Bologne le 9 juillet 1879 et mort à Rome le 18 avril 1936, est un compositeur, musicologue et chef d'orchestre italien.

## Biographie
Né à Bologne, Ottorino Respighi reçoit ses premiers cours de violon et de piano de son père Giuseppe, professeur de piano local. Ottorino poursuit ses études de violon avec Federico Sarti au lycée de musique de Bologne, et de composition avec Giuseppe Martucci et Luigi Torchi.
Ensuite, Respighi étudie brièvement la composition avec Rimski-Korsakov en Russie, ce qui a largement influencé son œuvre. Il a aussi pris quelques leçons de composition avec Max Bruch. On peut aussi noter dans Fontane di Roma (Les Fontaines de Rome) par exemple une double influence de Richard Strauss et Claude Debussy.

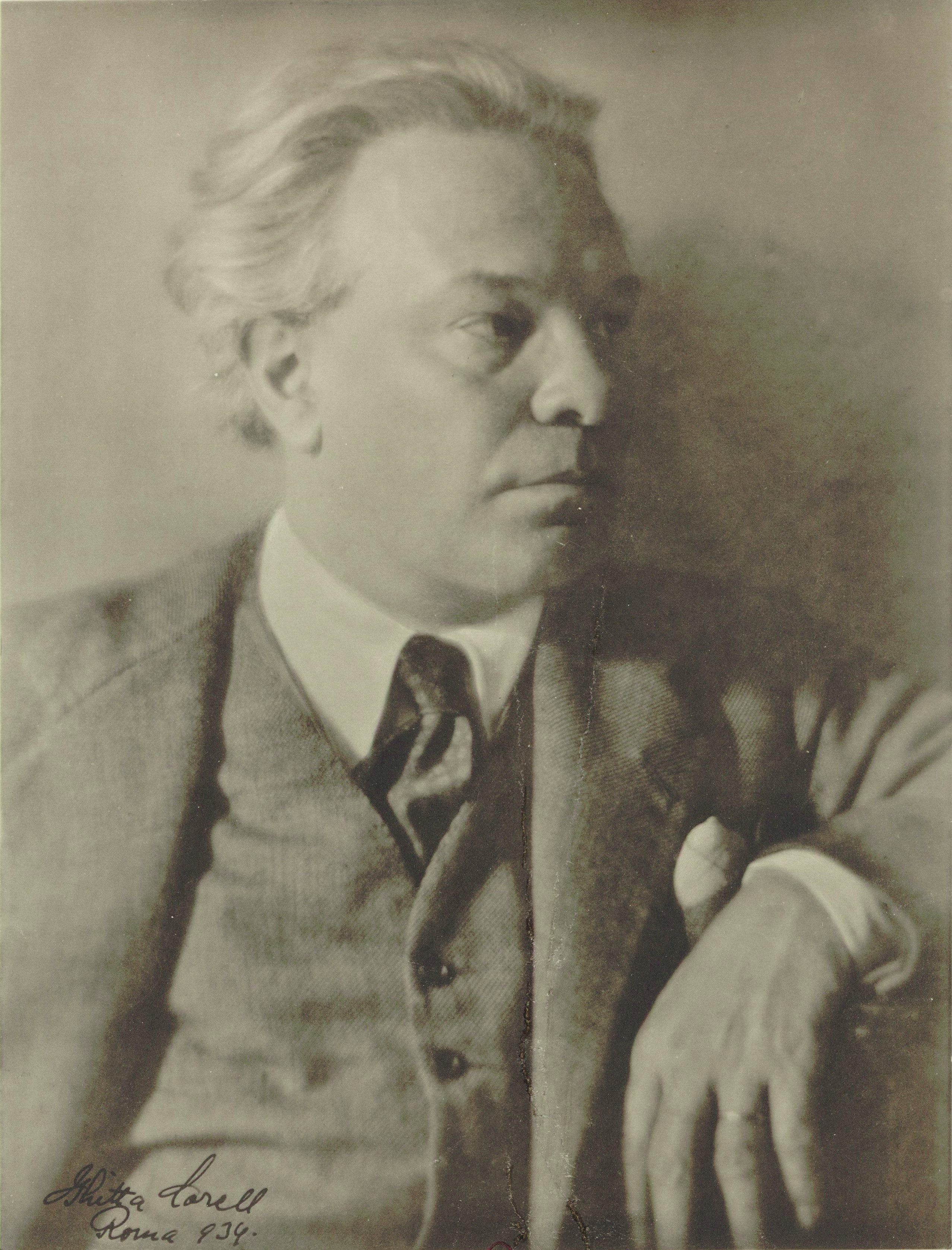
Respighi en 1934.

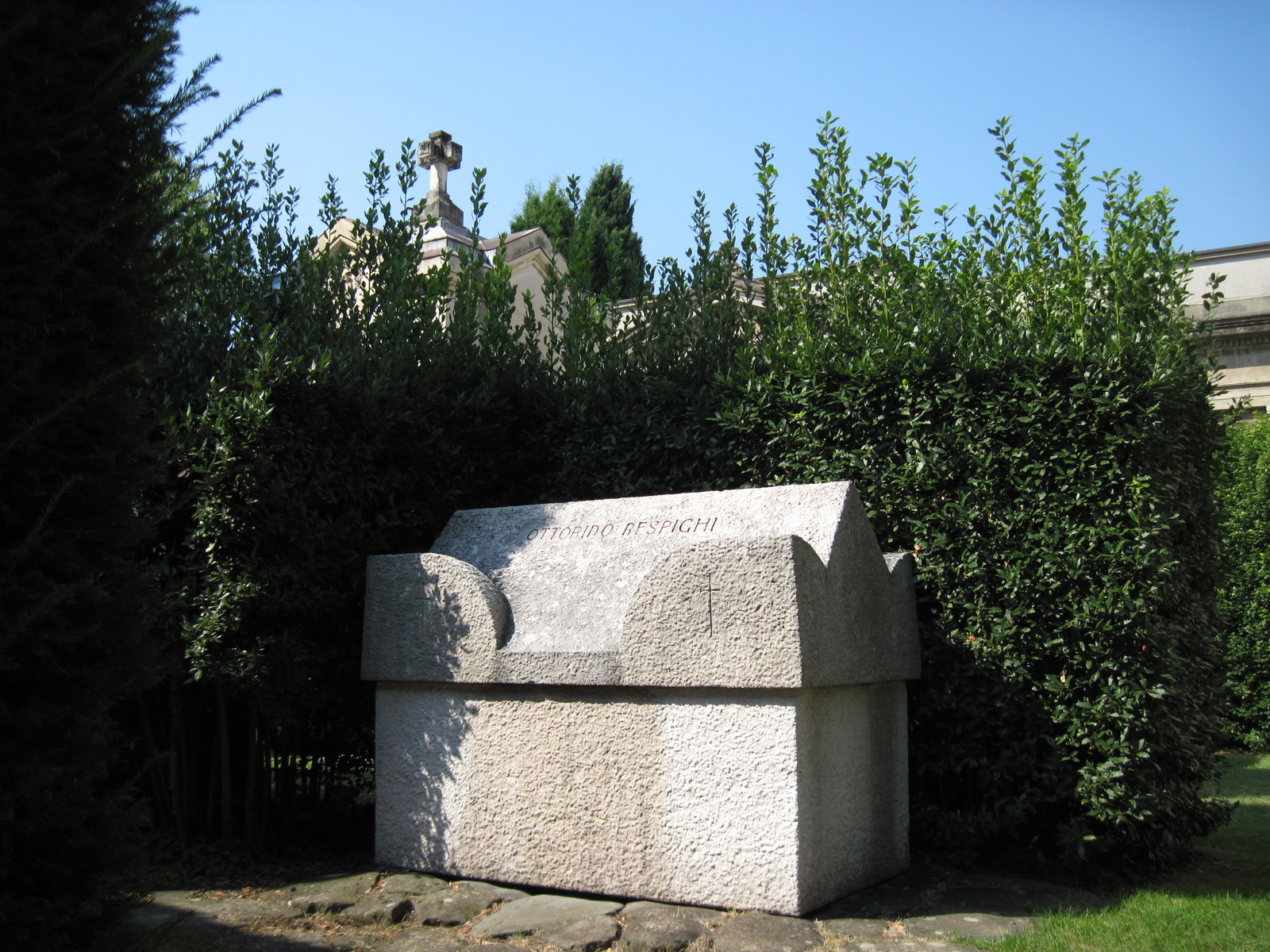
Tombeau d'Ottorino Respighi au cimetière monumental de la chartreuse de Bologne, en Italie

Il épouse en 1919 une de ses anciennes élèves, la chanteuse Elsa Olivieri-Sangiacomo. Il meurt d'une endocardite à l'âge de 56 ans dans sa maison I Pini, « Les Pins » via della Camilluccia. Il repose au cimetière monumental de la chartreuse de Bologne.

## Ses principales œuvres
Pour un article plus général, voir Liste des œuvres d'Ottorino Respighi.

### Opéras
- Re Enzo, opéra comique en trois actes, livret de Alberto Donini (Bologne, Teatro del Corso, 12 mars 1905)
- Semirâma, tragédie lyrique en trois actes (1910), livret d'Alessandro Ceré (Bologne, Teatro comunale, 20 novembre 1910)
- Marie Victoire[4], opéra en quatre actes, livret d'Edmond Guiraud d'après sa pièce (1911, Paris) (1912-1914; création le 27 janvier 2004, Rome, Teatro dell'Opera)
- La bella addormentata nel bosco (La belle au bois dormant), fable musicale en 3 actes, 6 tableaux (1923), livret de Gian Bistolfi d'après Charles Perrault, (1921; 1re création comme théâtre de marionnettes le 13 avril 1922 Rome, Teatro Odescalchi; 2e création: Turin, 9 avril 1934)
- Belfagor, comédie lyrique en un prologue en 2 actes et un épilogue, livret de Claudio Guastalla d'après Ercole Luigi Morselli, (1922; 26 avril 1923 Milan, la Scala)
- La campana sommersa, opéra en 4 actes, livret de Claudio Guastalla d'après le drame en vers Die versunkene Glock, un drame allemand de Gerhart Hauptmann (1927; 18 novembre 1927 Hambourg, Stadttheater, chanté en allemand, sous le titre Die versunkene Glock)
- Maria Egiziaca mistero lirico, en 1 acte et 3 scènes, livret de Claudio Guastalla (1932, création le 16 mars 1932 au Carnegie Hall de New York)
- La fiamma, mélodrame en 3 actes, livret de Claudio Guastalla d'après la pièce danoise Anne Pedersdotter de G. Wiers Jenssen, (1933; 23 janvier 1934, Rome, Teatro dell'Opera) (1935)
- Lucrezia, opéra en 1 acte, livret de Claudio Guastalla (1935/36, Fragment, terminé par Elsa Respighi; 24 février 1937, Milan, la Scala) (1938)

### Ballets
- La Boutique fantasque, ballet sur une musique de Rossini (1919, Londres, Alhambra Theatre)
- La pentola magica, sur des thèmes folkloriques russes (1920, Rome, Teatro Costanzi)
- Scherzo veneziano - Il ponticello dei sospiri (1920, Rome, Teatro Costanzi)
- Sèvres de la vieille France, sur des thèmes français du XVII/XVIIIe siècles (1920, Rome, Teatro Costanzi)
- Belkis, regina di Saba, chorégraphie en sept tableaux de Claudio Guastalla (1932, Milan, la Scala)

### Œuvres orchestrales
- Concerto pour violon en la majeur P. 49 (inachevé en 1903, complété en 2009 par Salvatore Di Vittorio)
- Fantasia slava  P. 50 (1903) pour piano et orchestre
- Notturno P. 057a (1905)
- Suite en sol majeur P. 58 (1905) pour orgue et orchestre à cordes
- Burlesca P. 59 (1906)
- Concerto all'antica pour violon et orchestre P. 75 (1908)
- Ouvertura carnevalesca P. 99 (1913)
- Sinfonia drammatica P. 102 (1914)
- Fontane di Roma (Les Fontaines de Rome) P. 106 (1916), poème symphonique en quatre parties
- Trois suites de Danses et Airs anciens (P. 114 - 1917, P. 138 - 1924, P. 172 1931)
- Ballata delle gnomidi P. 124 (1918-1919)
- Adagio con variazioni pour violoncelle et orchestre P. 133 (1921)
- Concerto gregoriano pour violon et orchestre P. 135 (1921)
- Pini di Roma (Les Pins de Rome), poème symphonique en quatre parties P. 141 (1924)
- Concerto in modo misolidio per piano e orchestra P. 145 (1925)
- Poema autunnale pour violon et orchestre P. 146 (1925)
- Rossiniana P. 148 (1925)
- Vetrate di chiesa - Quattro impressioni per orchestra P. 150 (1925), poème symphonique en quatre parties
- Trittico botticelliano P. 151 (1927), 3 parties pour petit orchestre
- Impressions brésiliennes P. 153 (1928)
- Suite pour petit orchestre Gli Uccelli (Les Oiseaux) P. 154 (1928), suite en cinq parties
- Toccata pour piano et orchestre P. 156 (1928)
- Feste romane (Fêtes romaines), poème symphonique en quatre parties P. 157 (1928)
- Metamorphoseon modi XII, thème et variations P. 169 (1930)
- Concerto a 5 P. 174 (1933)

### Autres
- 6 Pezzi pour violon et piano P. 031 (1901)
- 5 Pezzi pour violon et piano P. 062 (1906)
- Quatuor à cordes P. 091 (1909)
- Il Tramonto, P. 101 (1914) poème lyrique pour mezzo-soprano et quatuor à cordes
- Sonate en si mineur pour violon et piano P. 110 (1917)
- 3 Preludi sopra melodie gregoriane P. 131 pour piano (1920)
- Quartetto dorico per archi P. 144 (1924)
- 6 Pezzi per bambini pour piano P. 149 (1926)

### Livres
- Orpheus (1926; éd. moderne: 2020)